# 吾提库尔·艾山
吾提库尔·艾山（維吾爾語：ئۆتكۈر ھەسەن‎‎，1993年4月10日—），维吾尔族，出生于新疆维吾尔自治区伊犁哈萨克自治州伊宁市，是一名中国足球运动员，司职后卫，现效力于中国足球甲级联赛球队大连超越。

## 俱乐部生涯
吾提库尔在2003年夏季从家乡伊宁市被选入鲁能泰山足球学校，长期担任梯队队长，2011年加入山东鲁能泰山梯队以山东青年的名义参加2011年中国足球乙级联赛，在2011赛季中出场14次。2012年，吾提库尔被新任主教练亨克·滕卡特提升到山东鲁能泰山征战2012年中国足球超级联赛的预备队名单。 8月19日，吾提库尔在山东鲁能客场2比4不敌广州富力的比赛中首发登场，第一次在中超联赛亮相。 但吾提库尔的表现一般，山东鲁能在上半场被对手连进3球，下半场开始时被杜威换下。
2013赛季，他被山东鲁能租借给中甲球队石家庄永昌。赛季结束后，他选择转会加盟同在石家庄的中甲球队河北中基。
2017赛季，从河北华夏幸福自由转会至大连超越。

## 国家队生涯
2010年12月，吾提库尔第一次入选由宿茂臻挂帅的中国国青队集训名单。 2011年，他先后跟随国青队参加法国土伦杯和潍坊杯等足球邀请赛，担任球队队长，但在荷兰教练里克林克执教国青队后被石柯所代替。他入选国青队参加当年10月底至11月初进行的2012年亞足聯U19青年錦標賽資格賽名单。在中国国青队参加的四场资格赛中，吾提库尔主要担任替补，仅在第三场比赛和澳门U20的比赛中首发登场一次，最终跟随国青队以2胜1平1负的成绩晋级正选赛。
2011年3月，吾提库尔被高洪波选入中国国家足球队的集训名单，前往哥斯达黎加参加与哥斯达黎加国家队的国际友谊赛，但他并没有在比赛中登场。